# Seznam pokémonů 5. generace
Pátá generace franšízy Pokémon je tvořena 156 fiktivními druhy bytostí, které byly představeny v roce 2010 ve videohrách pro herní konzoli Nintendo DS, jejichž název zní Pokémon Black & White.
V následujícím seznamu je 156 pokémonů seřazeno dle jejich čísla v národním pokédexu. Prvním pokémonem je Victini (494) a posledním Genesect (649).

## Seznam pokémonů
Detaily o jménech, číslech v národním pokédexu, typech a evolucích pokémonů se nacházejí na internetovém pokédexu, který vytvořila společnost The Pokémon Company International.
- Pokémon Victini, japonsky Victini (ビクティニ). V národním pokédexu č. 494, v regionálním pokédexu Unova č. 0.
Typ:  psychický / ohnivý
Vývoj: -
- Pokémon Snivy, japonsky Tsutarja (ツタージャ). V národním pokédexu č. 495, v regionálním pokédexu Unova č. 1.
Typ:  travní
Vývoj:  Snivy (od 17. úrovně) → Servine (od 36. úrovně) → Serperior
- Pokémon Servine, japonsky Janovy (ジャノビー). V národním pokédexu č. 496, v regionálním pokédexu Unova č. 2.
Typ:  travní
Vývoj:  Snivy (od 17. úrovně) → Servine (od 36. úrovně) → Serperior
- Pokémon Serperior, japonsky Jalorda (ジャローダ). V národním pokédexu č. 497, v regionálním pokédexu Unova č. 3.
Typ:  travní
Vývoj:  Snivy (od 17. úrovně) → Servine (od 36. úrovně) → Serperior
- Pokémon Tepig, japonsky Pokabu (ポカブ). V národním pokédexu č. 498, v regionálním pokédexu Unova č. 4.
Typ:  ohnivý
Vývoj:  Tepig (od 17. úrovně) → Pignite (od 36. úrovně) → Emboar
- Pokémon Pignite, japonsky Chaoboo (チャオブー). V národním pokédexu č. 499, v regionálním pokédexu Unova č. 5.
Typ:  ohnivý / bojový
Vývoj:  Tepig (od 17. úrovně) → Pignite (od 36. úrovně) → Emboar
- Pokémon Emboar, japonsky Enbuoh (エンブオー). V národním pokédexu č. 500, v regionálním pokédexu Unova č. 6.
Typ:  ohnivý / bojový
Vývoj:  Tepig (od 17. úrovně) → Pignite (od 36. úrovně) → Emboar
- Pokémon Oshawott, japonsky Mijumaru (ミジュマル). V národním pokédexu č. 501, v regionálním pokédexu Unova č. 7.
Typ:  vodní
Vývoj:  Oshawott (od 17. úrovně) → Dewott (od 36. úrovně) → Samurott
- Pokémon Dewott, japonsky Futachimaru (フタチマル). V národním pokédexu č. 502, v regionálním pokédexu Unova č. 8.
Typ:  vodní
Vývoj:  Oshawott (od 17. úrovně) → Dewott (od 36. úrovně) → Samurott
- Pokémon Samurott, japonsky Daikenki (ダイケンキ). V národním pokédexu č. 503, v regionálním pokédexu Unova č. 9.
Typ:  vodní
Vývoj:  Oshawott (od 17. úrovně) → Dewott (od 36. úrovně) → Samurott
- Pokémon Patrat, japonsky Minezumi (ミネズミ). V národním pokédexu č. 504, v regionálním pokédexu Unova č. 10.
Typ:  normílní
Vývoj:  Patrat (od 20. úrovně) → Watchog
- Pokémon Watchog, japonsky Miruhog (ミルホッグ). V národním pokédexu č. 505, v regionálním pokédexu Unova č. 11.
Typ:  normální
Vývoj:  Patrat (od 20. úrovně) → Watchog
- Pokémon Lillipup, japonsky Yorterrie (ヨーテリー). V národním pokédexu č. 506, v regionálním pokédexu Unova č. 12.
Typ:  normální
Vývoj:  Lillipup (od 16. úrovně) → Herdier (od 32. úrovně) → Stoutland
- Pokémon Herdier, japonsky Haderia (ハーデリア). V národním pokédexu č. 507, v regionálním pokédexu Unova č. 13.
Typ:  normální
Vývoj:  Lillipup (od 16. úrovně) → Herdier (od 32. úrovně) → Stoutland
- Pokémon Stoutland, japonsky Mooland (ムーランド). V národním pokédexu č. 508, v regionálním pokédexu Unova č. 14.
Typ:  normální
Vývoj:  Lillipup (od 16. úrovně) → Herdier (od 32. úrovně) → Stoutland
- Pokémon Purrloin, japonsky Choroneko (チョロネコ). V národním pokédexu č. 509, v regionálním pokédexu Unova č. 15.
Typ:  temný
Vývoj:  Purrloin (od 20. úrovně) → Liepard
- Pokémon Liepard, japonsky Lepardas (レパルダス). V národním pokédexu č. 510, v regionálním pokédexu Unova č. 16.
Typ:  temný
Vývoj:  Purrloin (od 20. úrovně) → Liepard
- Pokémon Pansage, japonsky Yanappu (ヤナップ). V národním pokédexu č. 511, v regionálním pokédexu Unova č. 17.
Typ:  travní
Vývoj:  Pansage (použitím předmětu Leaf Stone) → Simisage
- Pokémon Simisage, japonsky Yanakkie (ヤナッキー). V národním pokédexu č. 512, v regionálním pokédexu Unova č. 18.
Typ:  travní
Vývoj:  Pansage (použitím předmětu Leaf Stone) → Simisage
- Pokémon Pansear, japonsky Baoppu (バオップ). V národním pokédexu č. 513, v regionálním pokédexu Unova č. 19.
Typ:  ohnivý
Vývoj:  Pansear (použitím předmětu Fire Stone) → Simisear
- Pokémon Simisear, japonsky Baokkie (バオッキー). V národním pokédexu č. 514, v regionálním pokédexu Unova č. 20.
Typ:  ohnivý
Vývoj:  Pansear (použitím předmětu Fire Stone) → Simisear
- Pokémon Panpour, japonsky Hiyappu (ヒヤップ). V národním pokédexu č. 515, v regionálním pokédexu Unova č. 21.
Typ:  vodní
Vývoj:  Panpour (použitím předmětu Water Stone) → Simipour
- Pokémon Simipour, japonsky Hiyakkie (ヒヤッキー). V národním pokédexu č. 516, v regionálním pokédexu Unova č. 22.
Typ:  vodní
Vývoj:  Panpour (použitím předmětu Water Stone) → Simipour
- Pokémon Munna, japonsky Munna (ムンナ). V národním pokédexu č. 517, v regionálním pokédexu Unova č. 23.
Typ:  psychický
Vývoj:  Munna (použitím předmětu Moon Stone) → Musharna
- Pokémon Musharna, japonsky Musharna (ムシャーナ). V národním pokédexu č. 518, v regionálním pokédexu Unova č. 24.
Typ:  psychický
Vývoj:  Munna (použitím předmětu Moon Stone) → Musharna
- Pokémon Pidove, japonsky Mamepato (マメパト). V národním pokédexu č. 519, v regionálním pokédexu Unova č. 25.
Typ:  normální / létající
Vývoj:  Pidove (od 21. úrovně) → Tranquill (od 32. úrovně) → Unfezant
- Pokémon Tranquill, japonsky Hatoboh (ハトーボー). V národním pokédexu č. 520, v regionálním pokédexu Unova č. 26.
Typ:  normální / létající
Vývoj:  Pidove (od 21. úrovně) → Tranquill (od 32. úrovně) → Unfezant
- Pokémon Unfezant, japonsky Kenhallow (ケンホロウ). V národním pokédexu č. 521, v regionálním pokédexu Unova č. 27.
Typ:  normální / létající
Vývoj:  Pidove (od 21. úrovně) → Tranquill (od 32. úrovně) → Unfezant
- Pokémon Blitzle, japonsky Shimama (シママ). V národním pokédexu č. 522, v regionálním pokédexu Unova č. 28.
Typ:  elektrický
Vývoj:  Blitzle (od 27. úrovně) → Zebstrika
- Pokémon Zebstrika, japonsky Zebraika (ゼブライカ). V národním pokédexu č. 523, v regionálním pokédexu Unova č. 29.
Typ:  elektrický
Vývoj:  Blitzle (od 27. úrovně) → Zebstrika
- Pokémon Roggenrola, japonsky Dangoro (ダンゴロ). V národním pokédexu č. 524, v regionálním pokédexu Unova č. 30.
Typ:  kamenný
 Vývoj:  Roggenrola (od 25. úrovně) → Boldore (při výměně) → Gigalith
- Pokémon Boldore, japonsky Gantle (ガントル). V národním pokédexu č. 525, v regionálním pokédexu Unova č. 31.
Typ:  kamenný
 Vývoj:  Roggenrola (od 25. úrovně) → Boldore (při výměně) → Gigalith
- Pokémon Gigalith, japonsky Gigaiath (ギガイアス). V národním pokédexu č. 526, v regionálním pokédexu Unova č. 32.
Typ:  kamenný
 Vývoj:  Roggenrola (od 25. úrovně) → Boldore (při výměně) → Gigalith
- Pokémon Woobat, japonsky Koromori (コロモリ). V národním pokédexu č. 527, v regionálním pokédexu Unova č. 33.
Typ:  psychický / létající
 Vývoj:  Woobat (po zvýšení úrovně, pokud má stav Happiness na maximu) → Swoobat
- Pokémon Swoobat, japonsky Kokoromori (ココロモリ). V národním pokédexu č. 528, v regionálním pokédexu Unova č. 34.
Typ:  psychický / létající
 Vývoj:  Woobat (po zvýšení úrovně, pokud má stav Happiness na maximu) → Swoobat
- Pokémon Drilbur, japonsky Mogurew (モグリュー). V národním pokédexu č. 529, v regionálním pokédexu Unova č. 35.
Typ:  zemní
Vývoj:  Drilbur (od 31. úrovně) → Excadrill
- Pokémon Excadrill, japonsky Doryuzu (ドリュウズ). V národním pokédexu č. 530, v regionálním pokédexu Unova č. 36.
Typ:  zemní / ocelový
Vývoj:  Drilbur (od 31. úrovně) → Excadrill
- Pokémon Audino, japonsky Tabunne (タブンネ). V národním pokédexu č. 531, v regionálním pokédexu Unova č. 37.
Typ:  normální
Vývoj: -
- Pokémon Timburr, japonsky Dokkora (ドッコラー). V národním pokédexu č. 532, v regionálním pokédexu Unova č. 38.
Typ:  bojový
Vývoj:  Timburr (od 25. úrovně) → Gurdurr (při výměně) → Conkeldurr
- Pokémon Gurdurr, japonsky Dotekkotsu  (ドテッコツ). V národním pokédexu č. 533, v regionálním pokédexu Unova č. 39.
Typ:  bojový
Vývoj:  Timburr (od 25. úrovně) → Gurdurr (při výměně) → Conkeldurr
- Pokémon Conkeldurr, japonsky Robushin  (ローブシン). V národním pokédexu č. 534, v regionálním pokédexu Unova č. 40.
Typ:  bojový
Vývoj:  Timburr (od 25. úrovně) → Gurdurr (při výměně) → Conkeldurr
- Pokémon Tympole, japonsky Otamaro (オタマロ). V národním pokédexu č. 535, v regionálním pokédexu Unova č. 41.
Typ:  vodní
Vývoj:  Tympole (od 25. úrovně) → Palpitoad (od 36. úrovně) → Seismitoad
- Pokémon Palpitoad, japonsky Gamagaru  (ガマガル). V národním pokédexu č. 536, v regionálním pokédexu Unova č. 42.
Typ:  vodní / zemní
Vývoj:  Tympole (od 25. úrovně) → Palpitoad (od 36. úrovně) → Seismitoad
- Pokémon Seismitoad, japonsky Gamageroge  (ガマゲロゲ). V národním pokédexu č. 537, v regionálním pokédexu Unova č. 43.
Typ:  vodní / zemní
Vývoj:  Tympole (od 25. úrovně) → Palpitoad (od 36. úrovně) → Seismitoad
- Pokémon Throh, japonsky Nageki (ナゲキ). V národním pokédexu č. 538, v regionálním pokédexu Unova č. 44.
Typ:  bojový
Vývoj: -
- Pokémon Sawk, japonsky Dageki (ダゲキ). V národním pokédexu č. 539, v regionálním pokédexu Unova č. 45.
Typ:  bojový
Vývoj: -
- Pokémon Sewaddle, japonsky Kurumiru (クルミル). V národním pokédexu č. 540, v regionálním pokédexu Unova č. 46.
Typ:  hmyzí / travní
Vývoj:  Sewaddle (od 20. úrovně) → Swadloon (po zvýšení úrovně, pokud má stav Happiness na maximu) → Leavanny
- Pokémon Swadloon, japonsky Kurumayu (クルマユ). V národním pokédexu č. 541, v regionálním pokédexu Unova č. 47.
Typ:  hmyzí / travní
Vývoj:  Sewaddle (od 20. úrovně) → Swadloon (po zvýšení úrovně, pokud má stav Happiness na maximu) → Leavanny
- Pokémon Leavanny, japonsky Hahakomori (ハハコモリ). V národním pokédexu č. 542, v regionálním pokédexu Unova č. 48.
Typ:  hmyzí / travní
Vývoj:  Sewaddle (od 20. úrovně) → Swadloon (po zvýšení úrovně, pokud má stav Happiness na maximu) → Leavanny
- Pokémon Venipede, japonsky Fushide (フシデ). V národním pokédexu č. 543, v regionálním pokédexu Unova č. 49.
Typ:  hmyzí / jedovatý
Vývoj:  Venipede (od 22. úrovně) → Whirlipede (od 30. úrovně) → Scolipede
- Pokémon Whirlipede, japonsky Hoiga (ホイーガ). V národním pokédexu č. 544, v regionálním pokédexu Unova č. 50.
Typ:  hmyzí / jedovatý
Vývoj:  Venipede (od 22. úrovně) → Whirlipede (od 30. úrovně) → Scolipede
- Pokémon Scolipede, japonsky Pendror (ペンドラー). V národním pokédexu č. 545, v regionálním pokédexu Unova č. 51.
Typ:  hmyzí / jedovatý
Vývoj:  Venipede (od 22. úrovně) → Whirlipede (od 30. úrovně) → Scolipede
- Pokémon Cottonee, japonsky Monmen (モンメン). V národním pokédexu č. 546, v regionálním pokédexu Unova č. 52.
Typ:  travní
Vývoj:  Cottonee (použitím předmětu Sun Stone) → Whimsicott
- Pokémon Whimsicott, japonsky Elfuun (エルフーン). V národním pokédexu č. 547, v regionálním pokédexu Unova č. 53.
Typ:  travní
Vývoj:  Cottonee (použitím předmětu Sun Stone) → Whimsicott
- Pokémon Petilil, japonsky Churine (チュリネ). V národním pokédexu č. 548, v regionálním pokédexu Unova č. 54.
Typ:  travní
Vývoj:  Petilil (použitím předmětu Sun Stone) → Lilligant
- Pokémon Lilligant, japonsky Dredear (ドレディア). V národním pokédexu č. 549, v regionálním pokédexu Unova č. 55.
Typ:  travní
Vývoj:  Petilil (použitím předmětu Sun Stone) → Lilligant
- Pokémon Basculin, japonsky Bassrao (バスラオ). V národním pokédexu č. 550, v regionálním pokédexu Unova č. 56.
Typ:  vodní
Vývoj: -
- Pokémon Sandile, japonsky Meguroco (メグロコ). V národním pokédexu č. 551, v regionálním pokédexu Unova č. 57.
Typ:  zemní / temný
Vývoj:  Sandile (od 29. úrovně) → Krokorok (od 40. úrovně) → Krookodile
- Pokémon Krokorok, japonsky Waruvile (ワルビル). V národním pokédexu č. 552, v regionálním pokédexu Unova č. 58.
Typ:  zemní / temný
Vývoj:  Sandile (od 29. úrovně) → Krokorok (od 40. úrovně) → Krookodile
- Pokémon Krookodile, japonsky Waruvial (ワルビアル). V národním pokédexu č. 553, v regionálním pokédexu Unova č. 59.
Typ:  zemní / temný
Vývoj:  Sandile (od 29. úrovně) → Krokorok (od 40. úrovně) → Krookodile
- Pokémon Darumaka, japonsky Darumakka (ダルマッカ). V národním pokédexu č. 554, v regionálním pokédexu Unova č. 60.
Typ: ohnivý
Vývoj: Darumaka (od 35. úrovně) → Darmanitan
- Pokémon Darmanitan, japonsky Hihidaruma (ヒヒダルマ). V národním pokédexu č. 555, v regionálním pokédexu Unova č. 61.
Typ: ohnivý
Vývoj: Darumaka (od 35. úrovně) → Darmanitan
- Pokémon Maractus, japonsky Maracacchi (マラカッチ). V národním pokédexu č. 556, v regionálním pokédexu Unova č. 62.
Typ: travní
Vývoj: -
- Pokémon Dwebble, japonsky Ishizumai (イシズマイ). V národním pokédexu č. 557, v regionálním pokédexu Unova č. 63.
Typ: hmyzí / kamenný
Vývoj: Dwebble (od 34. úrovně) → Crustle
- Pokémon Crustle, japonsky Iwaparesu (イワパレス). V národním pokédexu č. 558, v regionálním pokédexu Unova č. 64.
Typ: hmyzí / kamenný
Vývoj: Dwebble (od 34. úrovně) → Crustle
- Pokémon Scraggy, japonsky Zuruggu (ズルッグ). V národním pokédexu č. 559, v regionálním pokédexu Unova č. 65.
Typ: temný / bojový
Vývoj: Scraggy (od 39. úrovně) → Scrafty
- Pokémon Scrafty, japonsky Zuruzukin (ズルズキン). V národním pokédexu č. 560, v regionálním pokédexu Unova č. 66.
Typ: temný / bojový
Vývoj: Scraggy (od 39. úrovně) → Scrafty
- Pokémon Sigilyph, japonsky Symboler (シンボラー). V národním pokédexu č. 561, v regionálním pokédexu Unova č. 67.
Typ: psychický / létající
Vývoj: -
- Pokémon Yamask, japonsky Desumasu (デスマス). V národním pokédexu č. 562, v regionálním pokédexu Unova č. 68.
Typ: duší
Vývoj: Yamask (od 34. úrovně) → Cofagrigus
- Pokémon Cofagrigus, japonsky Desukarn (デスカーン). V národním pokédexu č. 563, v regionálním pokédexu Unova č. 69.
Typ: duší
Vývoj: Yamask (od 34. úrovně) → Cofagrigus
- Pokémon Tirtouga, japonsky Protoga (プロトーガ). V národním pokédexu č. 564, v regionálním pokédexu Unova č. 70.
Typ: vodní
Vývoj: Tirtouga (od 37. úrovně) → Carracosta
- Pokémon Carracosta, japonsky Abagoura (アバゴーラ). V národním pokédexu č. 565, v regionálním pokédexu Unova č. 71.
Typ: vodní
Vývoj: Tirtouga (od 37. úrovně) → Carracosta
- Pokémon Archen, japonsky Archeon (アーケン). V národním pokédexu č. 566, v regionálním pokédexu Unova č. 72.
Typ: kamenný / létající
Vývoj: Archen (od 37. úrovně) → Archeops
- Pokémon Archeops, japonsky Archeos (アーケオス). V národním pokédexu č. 567, v regionálním pokédexu Unova č. 73.
Typ: kamenný / létající
Vývoj: Archen (od 37. úrovně) → Archeops
- Pokémon Trubbish, japonsky Yabukuron (ヤブクロン). V národním pokédexu č. 568, v regionálním pokédexu Unova č. 74.
Typ: jedovatý
Vývoj: Trubbish (od 36. úrovně) → Garbodor
- Pokémon Garbodor, japonsky Dasutodasu (ダストダス). V národním pokédexu č. 569, v regionálním pokédexu Unova č. 75.
Typ: jedovatý
Vývoj: Trubbish (od 36. úrovně) → Garbodor
- Pokémon Zorua, japonsky Zorua (ゾロア). V národním pokédexu č. 570, v regionálním pokédexu Unova č. 76.
Typ: temný
Vývoj: Zorua (od 30. úrovně) → Zoroark
- Pokémon Zoroark, japonsky Zoroark (ゾロアーク). V národním pokédexu č. 571, v regionálním pokédexu Unova č. 77.
Typ: temný
Vývoj: Zorua (od 30. úrovně) → Zoroark
- Pokémon Minccino, japonsky Chillarmy (チラーミィ). V národním pokédexu č. 572, v regionálním pokédexu Unova č. 78.
Typ: normální
Vývoj: Minccino (použitím předmětu Shiny Stone) → Cinccino
- Pokémon Cinccino, japonsky Chillaccino (チラチーノ). V národním pokédexu č. 573, v regionálním pokédexu Unova č. 79.
Typ: normální
Vývoj: Minccino (použitím předmětu Shiny Stone) → Cinccino
- Pokémon Gothita, japonsky Gothimu (ゴチム). V národním pokédexu č. 574, v regionálním pokédexu Unova č. 80.
Typ: psychický
Vývoj: Gothita (od 32. úrovně) → Gothorita (od 41. úrovně) → Gothitelle
- Pokémon Gothorita, japonsky Gothimiru (ゴチミル). V národním pokédexu č. 575, v regionálním pokédexu Unova č. 81.
Typ: psychický
Vývoj: Gothita (od 32. úrovně) → Gothorita (od 41. úrovně) → Gothitelle
- Pokémon Gothitelle, japonsky Gothiruselle (ゴチルゼル). V národním pokédexu č. 576, v regionálním pokédexu Unova č. 82.
Typ: psychický
Vývoj: Gothita (od 32. úrovně) → Gothorita (od 41. úrovně) → Gothitelle
- Pokémon Solosis, japonsky Uniran (ユニラン). V národním pokédexu č. 577, v regionálním pokédexu Unova č. 83.
Typ: psychický
Vývoj: Solosis (od 32. úrovně) → Duosion (od 41. úrovně) → Reuniclus
- Pokémon Duosion, japonsky Doublan (ダブラン). V národním pokédexu č. 578, v regionálním pokédexu Unova č. 84.
Typ: psychický
Vývoj: Solosis (od 32. úrovně) → Duosion (od 41. úrovně) → Reuniclus
- Pokémon Reuniclus, japonsky Lanculus (ランクルス). V národním pokédexu č. 579, v regionálním pokédexu Unova č. 85.
Typ: psychický
Vývoj: Solosis (od 32. úrovně) → Duosion (od 41. úrovně) → Reuniclus
- Pokémon Ducklett, japonsky Koaruhie (コアルヒー). V národním pokédexu č. 580, v regionálním pokédexu Unova č. 86.
Typ: vodní / létající
Vývoj: Ducklett (od 35. úrovně) → Swanna
- Pokémon Swanna, japonsky Swanna (スワンナ). V národním pokédexu č. 581, v regionálním pokédexu Unova č. 87.
Typ: vodní / létající
Vývoj: Ducklett (od 35. úrovně) → Swanna
- Pokémon Vanillite, japonsky Vanipeti (バニプッチ). V národním pokédexu č. 582, v regionálním pokédexu Unova č. 88.
Typ: ledový
Vývoj: Vanillite (od 35. úrovně) → Vanillish (od 47. úrovně) → Vanilluxe
- Pokémon Vanillish, japonsky Baniricchi (バニリッチ). V národním pokédexu č. 583, v regionálním pokédexu Unova č. 89.
Typ: ledový
Vývoj: Vanillite (od 35. úrovně) → Vanillish (od 47. úrovně) → Vanilluxe
- Pokémon Vanilluxe, japonsky Baivanilla (バイバニラ). V národním pokédexu č. 584, v regionálním pokédexu Unova č. 90.
Typ: ledový
Vývoj: Vanillite (od 35. úrovně) → Vanillish (od 47. úrovně) → Vanilluxe
- Pokémon Deerling, japonsky Shikijika (シキジカ). V národním pokédexu č. 585, v regionálním pokédexu Unova č. 91.
Typ: normální / travní
Vývoj: Deerling (od 34. úrovně) → Sawsbuck
- Pokémon Sawsbuck, japonsky Mebukijika (メブキジカ). V národním pokédexu č. 586, v regionálním pokédexu Unova č. 92.
Typ: normální / travní
Vývoj: Deerling (od 34. úrovně) → Sawsbuck
- Pokémon Emolga, japonsky Emonga (エモンガ). V národním pokédexu č. 587, v regionálním pokédexu Unova č. 93.
Typ: elektrický / létající
Vývoj: -
- Pokémon Karrablast, japonsky Kaburumo (カブルモ). V národním pokédexu č. 588, v regionálním pokédexu Unova č. 94.
Typ: hmyzí
Vývoj: Karrablast (při výměně za pokémona Shelmet) → Escavalier
- Pokémon Escavalier, japonsky Chevargo (シュバルゴ). V národním pokédexu č. 589, v regionálním pokédexu Unova č. 95.
Typ: hmyzí / ocelový
Vývoj: Karrablast (při výměně za pokémona Shelmet) → Escavalier
- Pokémon Foongus, japonsky Tamagetake (タマゲタケ). V národním pokédexu č. 590, v regionálním pokédexu Unova č. 96.
Typ: travní / jedovatý
Vývoj: Foongus (od 39. úrovně) → Amoonguss
- Pokémon Amoonguss, japonsky Morobareru (モロバレル). V národním pokédexu č. 591, v regionálním pokédexu Unova č. 97.
Typ: travní / jedovatý
Vývoj: Foongus (od 39. úrovně) → Amoonguss
- Pokémon Frillish, japonsky Pururiru (プルリル). V národním pokédexu č. 592, v regionálním pokédexu Unova č. 98.
Typ: vodní / duší
Vývoj: Frillish (od 40. úrovně) → Jellicent
- Pokémon Jellicent, japonsky Burungel (ブルンゲル). V národním pokédexu č. 593, v regionálním pokédexu Unova č. 99.
Typ: vodní / duší
Vývoj: Frillish (od 40. úrovně) → Jellicent
- Pokémon V národním pokédexu  č. 594
- Pokémon Joltik, japonsky Bachuru (バチュル). V národním pokédexu č. 595, v regionálním pokédexu Unova č. 101.
Typ:  hmyzí / elektrický
Vývoj:  Joltik (od 36. úrovně) → Galvantula
- Pokémon Galvantula, japonsky Dentula (デンチュラ). V národním pokédexu č. 596, v regionálním pokédexu Unova č. 102.
Typ:  hmyzí / elektrický
Vývoj:  Joltik (od 36. úrovně) → Galvantula
- Pokémon Ferroseed, japonsky Tesseed (テッシード). V národním pokédexu č. 597,
- Pokémon Ferrothorn, japonsky Nutrey (ナットレイ). V národním pokédexu č. 598, v regionálním pokédexu Unova č. 104.
Typ:  travní / ocelový
Vývoj:  Ferroseed (od 40. úrovně) → Ferrothorn
- Pokémon Klink, japonsky Giaru (ギアル). V národním pokédexu č. 599, v regionálním pokédexu Unova č. 105.
Typ:  ocelový
Vývoj:  Klink (od 38. úrovně) → Klang (od 49. úrovně) → Klinklang
- Pokémon Klang, japonsky Gigiaru (ギギアル). V národním pokédexu č. 600, v regionálním pokédexu Unova č. 106.
Typ:  ocelový
Vývoj:  Klink (od 38. úrovně) → Klang (od 49. úrovně) → Klinklang
- Pokémon Klinklang, japonsky Gigigiaru (ギギギアル). V národním pokédexu č. 601, v regionálním pokédexu Unova č. 107.
Typ:  ocelový
Vývoj:  Klink (od 38. úrovně) → Klang (od 49. úrovně) → Klinklang
- Pokémon Tynamo, japonsky Shibishirasu (シビシラス). V národním pokédexu č. 602, v regionálním pokédexu Unova č. 108.
Typ:  elektrický
Vývoj:  Tynamo (od 39. úrovně) → Eelektrik (pomocí předmětu Thunderstone) → Eelektross
- Pokémon Eelektrik, japonsky Shibibiru (シビビール). V národním pokédexu č. 603, v regionálním pokédexu Unova č. 109.
Typ:  elektrický
Vývoj:  Tynamo (od 39. úrovně) → Eelektrik (pomocí předmětu Thunderstone) → Eelektross
- Pokémon Eelektross, japonsky Shibirudon (シビルドン). V národním pokédexu č. 604, v regionálním pokédexu Unova č. 110.
Typ:  elektrický
Vývoj:  Tynamo (od 39. úrovně) → Eelektrik (pomocí předmětu Thunderstone) → Eelektross
- Pokémon Elgyem, japonsky Ligray (リグレー). V národním pokédexu č. 605, v regionálním pokédexu Unova č. 111.
Typ:  psychický
Vývoj:  Elgyem (od 42. úrovně) → Beheeyem
- Pokémon Beheeyem, japonsky Oobemu (オーベム). V národním pokédexu č. 606, v regionálním pokédexu Unova č. 112.
Typ:  psychický
Vývoj:  Elgyem (od 42. úrovně) → Beheeyem
- Pokémon Litwick, japonsky Hitomoshi (ヒトモシ). V národním pokédexu č. 607, v regionálním pokédexu Unova č. 113.
Typ:  duší / ohnivý
Vývoj:  Litwick (od 41. úrovně) → Lampent (pomocí předmětu Dusk Stone) → Chandelure
- Pokémon Lampent, japonsky Ranpuraa (ランプラー). V národním pokédexu č. 608, v regionálním pokédexu Unova č. 114.
Typ:  duší / ohnivý
Vývoj:  Litwick (od 41. úrovně) → Lampent (pomocí předmětu Dusk Stone) → Chandelure
- Pokémon Chandelure, japonsky Chandela (シャンデラ). V národním pokédexu č. 609, v regionálním pokédexu Unova č. 115.
Typ:  duší / ohnivý
Vývoj:  Litwick (od 41. úrovně) → Lampent (pomocí předmětu Dusk Stone) → Chandelure
- Pokémon Axew, japonsky Kibago (キバゴ). V národním pokédexu č. 610, v regionálním pokédexu Unova č. 116.

Axew používá své kly k napichování ovoce při sběru potravy a ke značkování svého území. Jakmile se mu kel ulomí, na stejném místě mu rychle doroste nový, ještě silnější a ostřejší.
Typ:  dračí
Vývoj:  Axew (od 38. úrovně) → Fraxure (od 48. úrovně) → Haxorus
- Pokémon Fraxure, japonsky Onondo (オノンド). V národním pokédexu č. 611, v regionálním pokédexu Unova č. 117.
Typ:  dračí
Vývoj:  Axew (od 38. úrovně) → Fraxure (od 48. úrovně) → Haxorus
- Pokémon Haxorus, japonsky Ononokus (オノノクス). V národním pokédexu č. 612, v regionálním pokédexu Unova č. 118.
Typ:  dračí
Vývoj:  Axew (od 38. úrovně) → Fraxure (od 48. úrovně) → Haxorus
- Pokémon Cubchoo, japonsky Kumasyun (クマシュン). V národním pokédexu č. 613, v regionálním pokédexu Unova č. 119.
Typ:  ledový
Vývoj:  Cubchoo (od 37. úrovně) → Beartic
- Pokémon Beartic, japonsky Tunbear (ツンベアー). V národním pokédexu č. 614, v regionálním pokédexu Unova č. 120.
Typ:  ledový
Vývoj:  Cubchoo (od 37. úrovně) → Beartic
- Pokémon Cryogonal, japonsky Freegeo (フリージオ). V národním pokédexu č. 615, v regionálním pokédexu Unova č. 121.
Typ:  ledový
Vývoj: -
- Pokémon Shelmet, japonsky Chobomaki (チョボマキ). V národním pokédexu č. 616, v regionálním pokédexu Unova č. 122.
Typ:  hmyzí
Vývoj:  Shelmet (při výměně za pokémona Karrablast) → Accelgor
- Pokémon Accelgor, japonsky Agilder (アギルダー). V národním pokédexu č. 617, v regionálním pokédexu Unova č. 123.
Typ:  hmyzí
Vývoj:  Shelmet (při výměně za pokémona Karrablast) → Accelgor
- Pokémon Stunfisk, japonsky Maggyo (マッギョ). V národním pokédexu č. 618, v regionálním pokédexu Unova č. 124.
Typ:  zemní / elektrický
Vývoj: -
- Pokémon Mienfoo, japonsky Kojofu (コジョフー). V národním pokédexu č. 619, v regionálním pokédexu Unova č. 125.
Typ:  bojový
Vývoj:  Mienfoo (od 50. úrovně) → Mienshao
- Pokémon Mienshao, japonsky Kojondo (コジョンド). V národním pokédexu č. 620, v regionálním pokédexu Unova č. 126.
Typ:  bojový / psychický
Vývoj:  Mienfoo (od 50. úrovně) → Mienshao
- Pokémon Druddigon, japonsky Crimgan (クリムガン). V národním pokédexu č. 621, v regionálním pokédexu Unova č. 127.
Typ:  dračí
Vývoj: -
- Pokémon Golett, japonsky Gobitto (ゴビット). V národním pokédexu č. 622, v regionálním pokédexu Unova č. 128.
Typ:  zemní / duší
Vývoj:  Golett (od 43. úrovně) → Golurk
- Pokémon Golurk, japonsky Goloog (ゴルーグ). V národním pokédexu č. 623, v regionálním pokédexu Unova č. 129.
Typ:  zemní / duší
Vývoj:  Golett (od 43. úrovně) → Golurk
- Pokémon Pawniard, japonsky Komatana (コマタナ). V národním pokédexu č. 624, v regionálním pokédexu Unova č. 130.
Typ:  bojový / ocelový
Vývoj:  Pawniard (od 52. úrovně) → Bisharp
- Pokémon Bisharp, japonsky Kirikizan (キリキザン). V národním pokédexu č. 625, v regionálním pokédexu Unova č. 131.
Typ:  bojový / ocelový
Vývoj:  Pawniard (od 52. úrovně) → Bisharp
- Pokémon Bouffalant, japonsky Buffron (バッフロン). V národním pokédexu č. 626, v regionálním pokédexu Unova č. 132.
Typ:  normální
Vývoj: -
- Pokémon Rufflet, japonsky Washibon (ワシボン). V národním pokédexu č. 627, v regionálním pokédexu Unova č. 133.
Typ:  normální / létající
Vývoj:  Rufflet (od 54. úrovně) → Braviary
- Pokémon Braviary, japonsky Warrgle (ウォーグル). V národním pokédexu č. 628, v regionálním pokédexu Unova č. 134.
Typ:  normální / létající
Vývoj:  Rufflet (od 54. úrovně) → Braviary
- Pokémon Vullaby, japonsky Valchai (バルチャイ). V národním pokédexu č. 629, v regionálním pokédexu Unova č. 135.
Typ:  temný / létající
Vývoj:  Vullaby (od 54. úrovně) → Mandibuzz
- Pokémon Mandibuzz, japonsky Vulgina (バルジーナ). V národním pokédexu č. 630, v regionálním pokédexu Unova č. 136.
Typ:  temný / létající
Vývoj:  Vullaby (od 54. úrovně) → Mandibuzz
- Pokémon Heatmor, japonsky Kuitaran (クイタラン). V národním pokédexu č. 631, v regionálním pokédexu Unova č. 137.
Typ:  ohnivý
Vývoj: -
- Pokémon Durant, japonsky Aianto (アイアント). V národním pokédexu č. 632, v regionálním pokédexu Unova č. 138.
Typ:  hmyzí / ocelový
Vývoj: -
- Pokémon Deino, japonsky Monozu (モノズ). V národním pokédexu č. 633, v regionálním pokédexu Unova č. 139.
Typ:  temný / dračí
Vývoj:  Deino (od 50. úrovně) → Zweilous (od 64. úrovně) → Hydreigon
- Pokémon Zweilous, japonsky Jiheddo (ジヘッド). V národním pokédexu č. 634, v regionálním pokédexu Unova č. 140.
Typ:  temný / dračí
Vývoj:  Deino (od 50. úrovně) → Zweilous (od 64. úrovně) → Hydreigon
- Pokémon Hydreigon, japonsky Sazandora (サザンドラ). V národním pokédexu č. 635, v regionálním pokédexu Unova č. 141.
Typ:  temný / dračí
Vývoj:  Deino (od 50. úrovně) → Zweilous (od 64. úrovně) → Hydreigon
- Pokémon Larvesta, japonsky Merlarva (メラルバ). V národním pokédexu č. 636, v regionálním pokédexu Unova č. 142.
Typ:  hmyzí / ohnivý
Vývoj:  Larvesta (od 59. úrovně) → Volcarona
- Pokémon Volcarona, japonsky Ulgamoth (ウルガモス). V národním pokédexu č. 637, v regionálním pokédexu Unova č. 143.
Typ:  hmyzí / ohnivý
Vývoj:  Larvesta (od 59. úrovně) → Volcarona
- Pokémon Cobalion, japonsky Cobalon (コバルオン). V národním pokédexu č. 638, v regionálním pokédexu Unova č. 144.
Typ:  ocelový / bojový
Vývoj: -
- Pokémon Terrakion, japonsky Terrakion (テラキオン). V národním pokédexu č. 639, v regionálním pokédexu Unova č. 145.
Typ:  kamenný / bojový
Vývoj: -
- Pokémon Virizion, japonsky Virizion (ビリジオン). V národním pokédexu č. 640, v regionálním pokédexu Unova č. 146.
Typ:  travní / bojový
Vývoj: -
- Pokémon Tornadus, japonsky Tornelos (トルネロス). V národním pokédexu č. 641, v regionálním pokédexu Unova č. 147.
Typ:  létající
Vývoj: -
- Pokémon Thundurus, japonsky Voltolos (ボルトロス). V národním pokédexu č. 642, v regionálním pokédexu Unova č. 148.
Typ:  elektrický / létající
Vývoj: -
- Pokémon Reshiram, japonsky Reshiram (レシラム). V národním pokédexu č. 643, v regionálním pokédexu Unova č. 149.
Typ:  dračí / ohnivý
Vývoj: -
- Pokémon Zekrom, japonsky Zekrom (ゼクロム). V národním pokédexu č. 644, v regionálním pokédexu Unova č. 150.
Typ:  dračí / elektrický
Vývoj: -
- Pokémon Landorus, japonsky Landlos (ランドロス). V národním pokédexu č. 645, v regionálním pokédexu Unova č. 151.
Typ:  zemní / létající
Vývoj: -
- Pokémon Kyurem, japonsky Kyurem (キュレム). V národním pokédexu č. 646, v regionálním pokédexu Unova č. 152.
Typ:  dračí / ledový
Vývoj: -
- Pokémon Keldeo, japonsky Keldeo (ケルディオ). V národním pokédexu č. 647, v regionálním pokédexu Unova č. 153.
Typ:  vodní / bojový
Vývoj: -
- Pokémon Meloetta, japonsky Meloetta (メロエッタ). V národním pokédexu č. 648, v regionálním pokédexu Unova č. 154.
Typ:  mění se pomocí útoku Relic Song

forma Aria - normální / psychický
forma Pirouette - normální / bojový
Vývoj: -
- Pokémon Genesect, japonsky Genesect (ゲノセクト). V národním pokédexu č. 649, v regionálním pokédexu Unova č. 155.
Typ:  hmyzí / ocelový
Vývoj: -